# Hemiceras cayaba
Hemiceras cayaba är en fjärilsart som beskrevs av William Schaus 1937. Hemiceras cayaba ingår i släktet Hemiceras och familjen tandspinnare. Inga underarter finns listade i Catalogue of Life.